# Dar Chioukh
Dar Chioukh är en ort i Algeriet.   Den ligger i provinsen Djelfa, i den norra delen av landet, 210 km söder om huvudstaden Alger. Dar Chioukh ligger 1 094 meter över havet och antalet invånare är 54 022.
Terrängen runt Dar Chioukh är platt. Runt Dar Chioukh är det ganska glesbefolkat, med 31 invånare per kvadratkilometer. Det finns inga andra samhällen i närheten. Omgivningarna runt Dar Chioukh är i huvudsak ett öppet busklandskap.